# Seqüència (cinema)
Una seqüència és un pla o una successió de plans que conformen una unitat narrativa diferenciada per raons espacials o temporals.
Dins de la seqüència hi ha d'haver una unitat, tant temporal, com espacial, és a dir, ha de transcórrer linealment en el temps i en un espai únic o relacionat (l'espai pot variar si la càmera segueix el personatge a través de diverses estances o llocs, però això és menys comú).
Una pel·lícula pot implicar diverses seqüències més o menys importants per a la seva estructura i comprensió. L'anàlisi d'una seqüència és un dels exercicis de base per aprendre a llegir una pel·lícula. Una vegada que s'ha establert la significació de la seqüència quant a la comprensió de la pel·lícula, s'ha de procedir a una anàlisi detallada de l'escriptura fílmica. Es poden considerar els mateixos elements que els de l'anàlisi de l'escenificació.
Una seqüència pot estar composta d'un sol pla quan aquest és particularment llarg: és el que s'anomena pla seqüència.